# مثلث وردي

المثلث الوردي، قلب في المقدمة إلى وردي ساخن كرمز فخر للمثليين وحقوق المثليين صدر أصلا في الوردي واستخدم مشار إلى الأسفل على النازية شارة معسكر اعتقال للدلالة على المثليين وكذلك مرتكبي الجرائم الجنسية بما في ذلك الاغتصاب، المتحرشين بالأطفال والبهيميين.

المثلث الوردي (بالألمانية: Rosa Winkel) كانت واحدة من شارات النازية في معسكرات الاعتقال، وتستخدم لتحديد السجناء الذكور الذين تم إرسالهم هناك بسبب ميولهم المثلية.و قد استخدم المثلث الوردي أيضا لتحديد مرتكبي الجرائم الجنسية بما في ذلك الاغتصاب، المتحرشين بالأطفال والزوفيل. كان على كل سجين أو سجينة ارتداء مثلث مشير إلى الأسفل على سترته، كان اللون الذي يستخدم لتصنيف له أو لها من قبل «النوع».وحددت الألوان الأخرى لليهود (مثلثين فرضه كنجمة صفراء)، السجناء السياسيين، وشهود يهوه والسجناء «المعادين للمجتمع»، وغيرها ممن يعتبره النازيون غير مرغوب فيه. يمكن الجمع بين المثلثات الوردية والصفراء إذا اعتبر أحد السجناء أن يكون مثلي ويهودي.
في الأصل يقصد كشارة العار، تم استصلاح المثلث الوردي (غالبا مقلوب من استخدامه النازي) باعتباره رمزا دوليا لفخر المثليين وحركات حقوق المثليين ويحتل المركز الثاني في شعبيته فقط بالنسبة لعلم قوس قزح.

## معرض صور

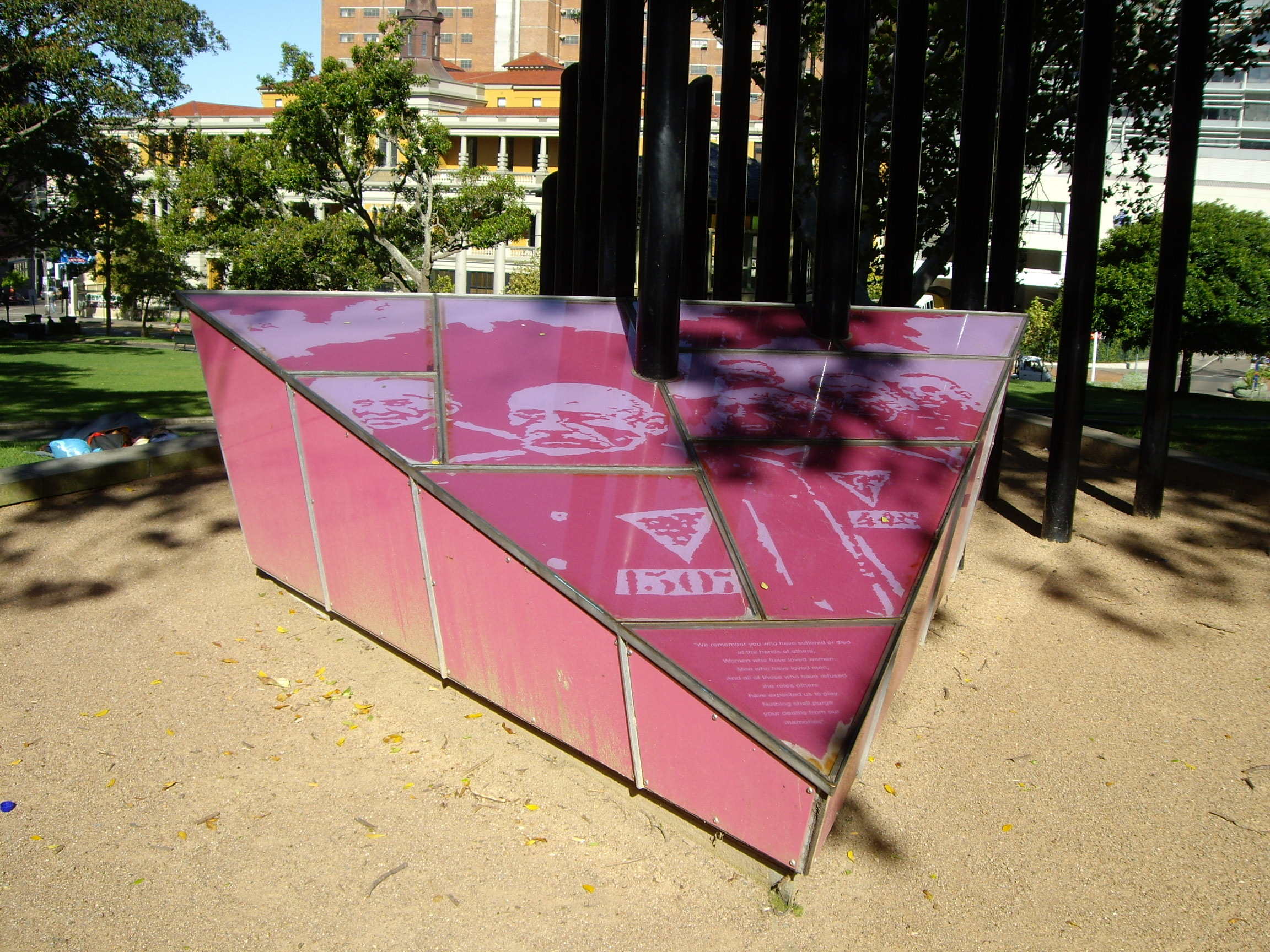
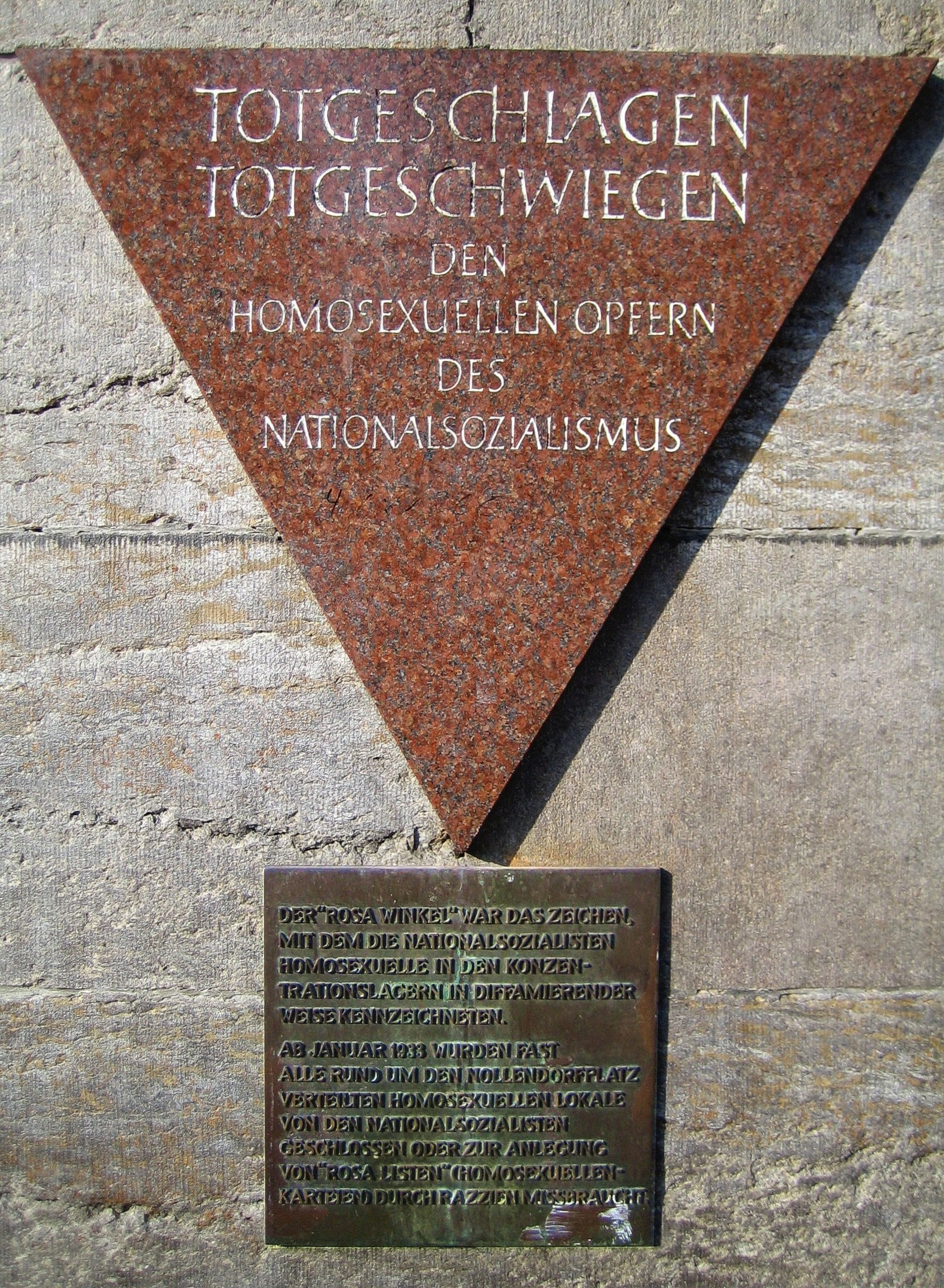
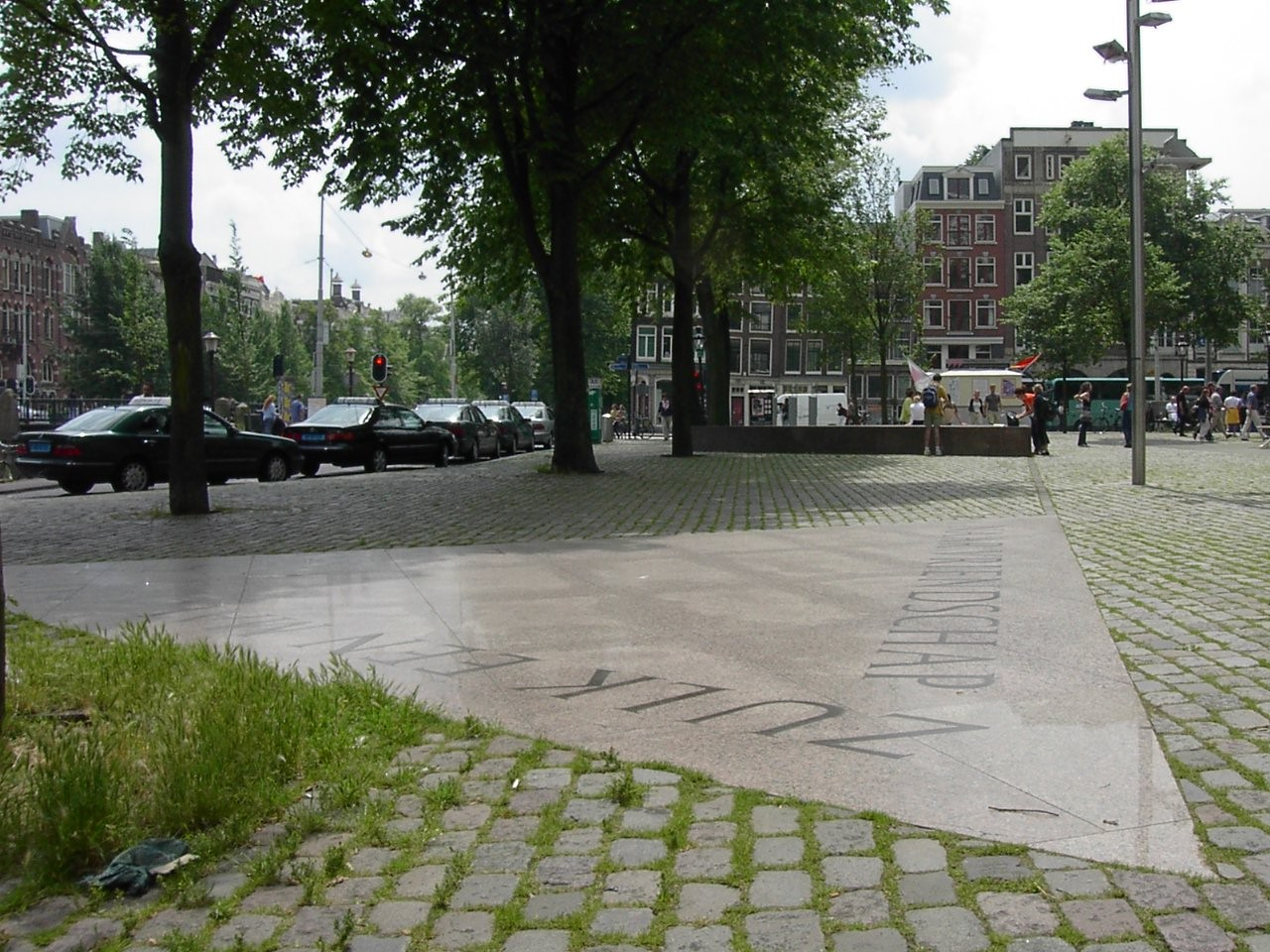
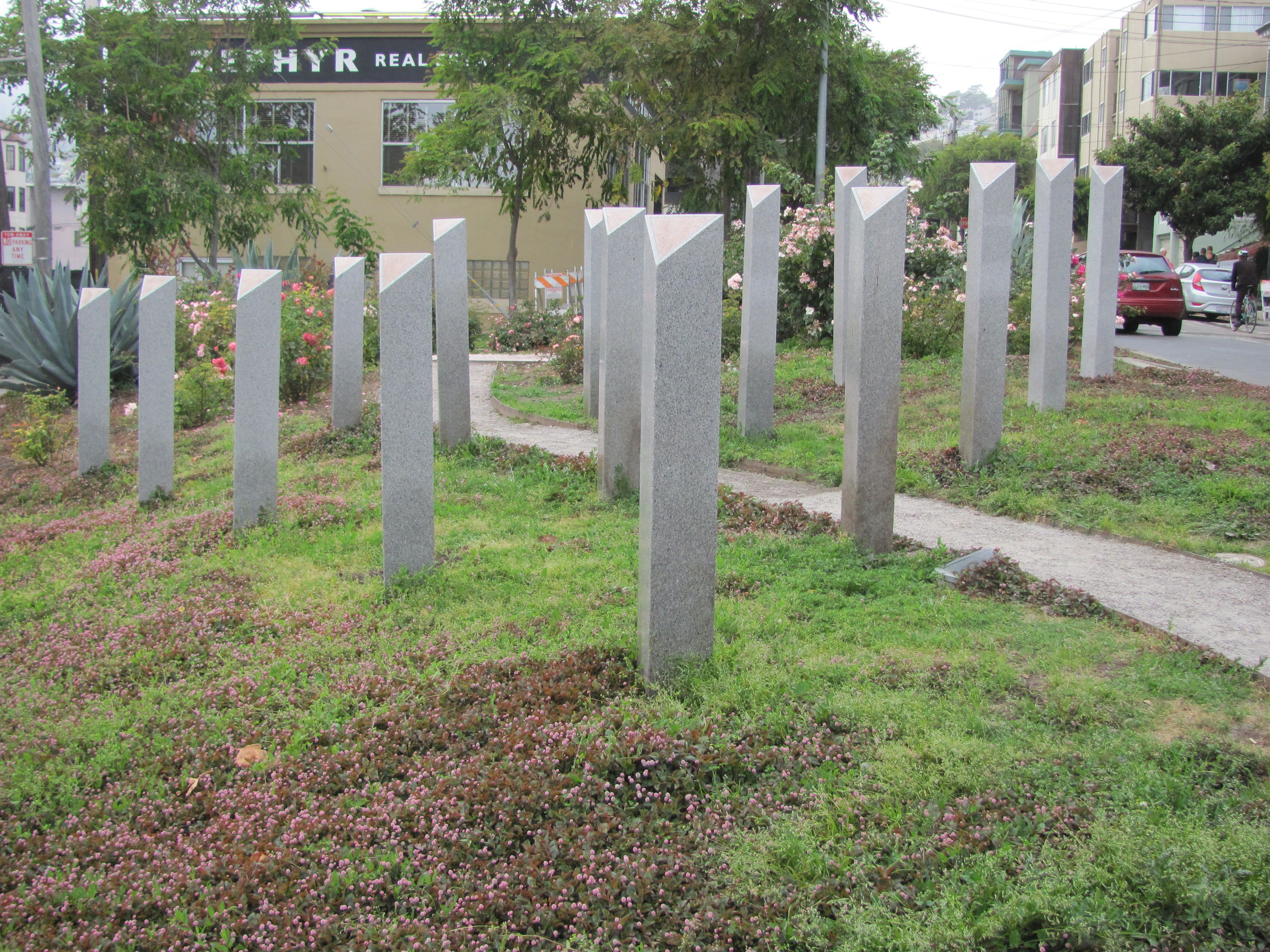
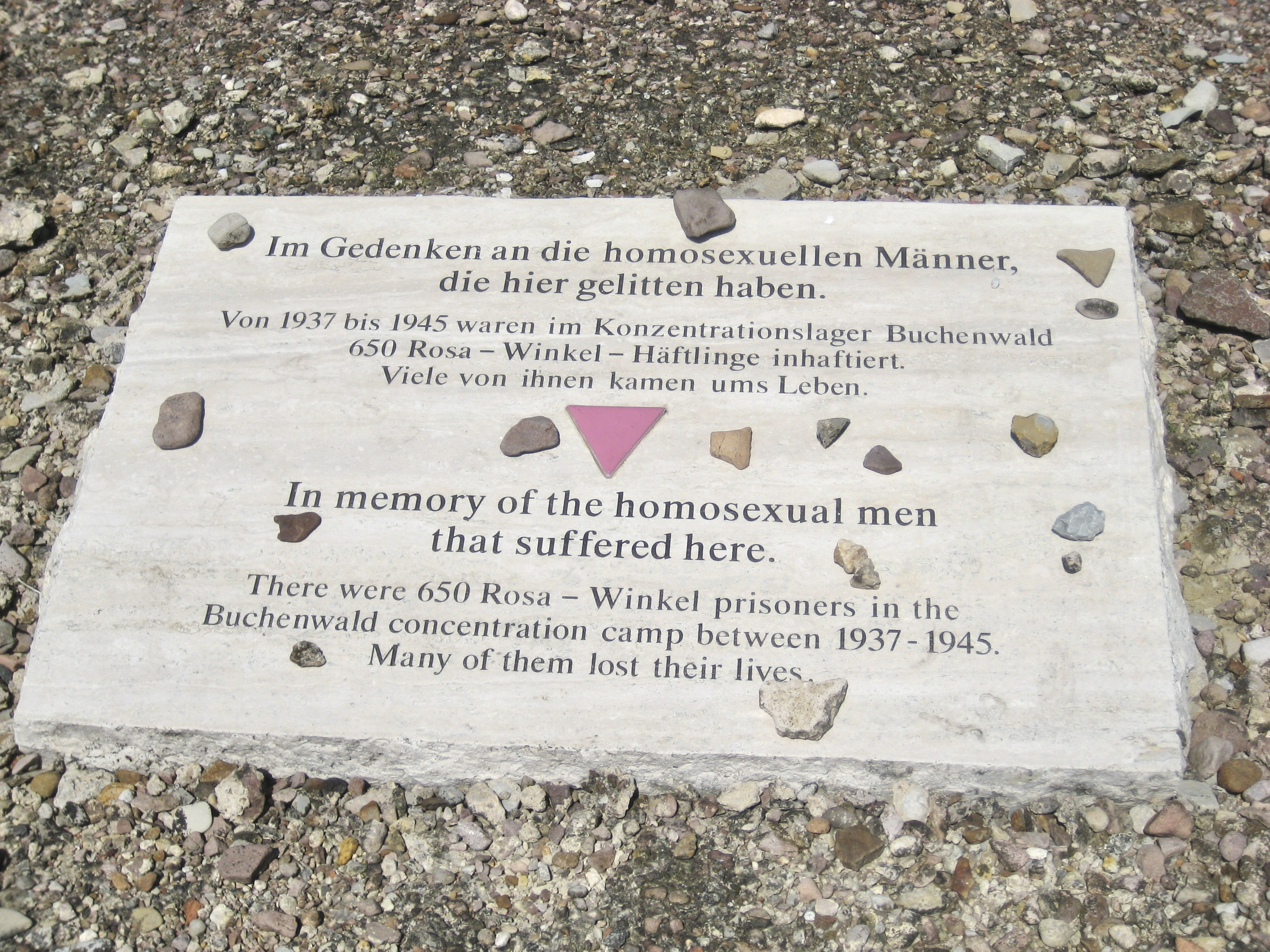